# Донє Мокриці
Донє Мокриці (хорв. Donje Mokrice) — населений пункт у Хорватії, у Сисацько-Мославинській жупанії у складі міста Петриня.

## Населення
Населення за даними перепису 2011 року становило 57 осіб.
Динаміка чисельності населення поселення:

## Клімат
Середня річна температура становить 10,77 °C, середня максимальна – 24,94 °C, а середня мінімальна – -5,77 °C. Середня річна кількість опадів – 968 мм.
| Клімат поселення                              | Клімат поселення | Клімат поселення | Клімат поселення | Клімат поселення | Клімат поселення | Клімат поселення | Клімат поселення | Клімат поселення | Клімат поселення | Клімат поселення | Клімат поселення | Клімат поселення | Клімат поселення |
| Показник                                      | Січ.             | Лют.             | Бер.             | Квіт.            | Трав.            | Черв.            | Лип.             | Серп.            | Вер.             | Жовт.            | Лист.            | Груд.            |                  |
| Середній максимум, °C                         | 6,79             | 8,50             | 12,94            | 17,21            | 21,84            | 24,94            | 23,76            | 23,12            | 19,50            | 14,60            | 9,13             | 5,07             |                  |
| Середня температура, °C                       | 0,51             | 2,21             | 6,67             | 10,92            | 15,54            | 18,66            | 20,36            | 19,72            | 16,10            | 11,21            | 5,72             | 1,67             |                  |
| Середній мінімум, °C                          | −5,77            | −4,07            | 0,38             | 4,64             | 9,27             | 12,39            | 16,95            | 16,32            | 12,71            | 7,79             | 2,32             | −1,75            |                  |
| Норма опадів, мм                              | 59               | 57               | 67               | 78               | 83               | 95               | 86               | 90               | 89               | 92               | 97               | 75               |                  |
| Середньомісячна швидкість вітру, м/с          | 1.76             | 1.90             | 2.30             | 2.20             | 2.01             | 1.87             | 1.80             | 1.70             | 1.67             | 1.73             | 1.80             | 1.80             |                  |
| Середньомісячна сонячна радіація, кДж/м²·день | 4250             | 7022             | 10634            | 15117            | 19370            | 21342            | 22476            | 19559            | 14426            | 8971             | 4742             | 3448             |                  |
| --------------------------------------------- | ---------------- | ---------------- | ---------------- | ---------------- | ---------------- | ---------------- | ---------------- | ---------------- | ---------------- | ---------------- | ---------------- | ---------------- | ---------------- |
| Джерело:                                      |                  |                  |                  |                  |                  |                  |                  |                  |                  |                  |                  |                  |                  |